# Graubrachschwalbe
Die Graubrachschwalbe (Glareola cinerea) ist ein Vogel aus der Unterfamilie der Brachschwalbenartigen (Glareolidae).
Sie kommt entlang großer Flüsse und Küsten von Mali und Niger bis Ghana, Kamerun, dem äußersten Süden des Tschads, dem Westen der Demokratischen Republik Kongo und dem Nordwesten Angolas vor.
Sie wurde einmalig als Irrgast auch in Burundi gesichtet.
Das Verbreitungsgebiet umfasst Sandbänke in größeren, langsam fließenden Flüssen.

## Beschreibung
Die Graubrachschwalbe ist 18–20 cm groß und wiegt etwa 37 g. Die Oberseite ist blassgrau mit grauem Scheitel und kastanienbraunem Nacken. Unter einem weißen Überaugenstreif zieht ein schmaler schwarzer Augenstreif gebogen hinter das Auge und begrenzt die weiße Kehle. Der Rumpf ist weiß. Der Schnabel ist wie die Beine orange mit schwarzer Spitze. Im Fluge fällt ein schwarz-weißes und graues Flügelmuster auf.

## Stimme
Der Ruf des Männchens wird als Serie von schnellen “zi-zi-zi” Rufen beschrieben.

## Lebensweise
Die Nahrung besteht aus Fliegen, Käfer, kleinen Grashüpfern und Spinnen, die meist im Fluge über dem Wasser erbeutet werden. Die Graubrachschwalbe jagt hauptsächlich abends und gerne in Gruppen.
Die Brutzeit liegt zwischen März und Mai in Niger, März und Juni in Nigeria, Februar in Gabun, Februar bis März und Juni bis August in der Demokratischen Republik Kongo.

## Gefährdung
Die Graubrachschwalbe gilt als nicht gefährdet (Least Concern).